# Kuliješ
Kuliješ är en ort i Bosnien och Hercegovina.   Den ligger i entiteten Federationen Bosnien och Hercegovina, i den centrala delen av landet, 17 km väster om huvudstaden Sarajevo. Kuliješ ligger 540 meter över havet och antalet invånare är 366.
Terrängen runt Kuliješ är huvudsakligen lite kuperad. Kuliješ ligger nere i en dal.Runt Kuliješ är det ganska tätbefolkat, med 93 invånare per kvadratkilometer.. Närmaste större samhälle är Sarajevo, 17,1 km öster om Kuliješ. 
I omgivningarna runt Kuliješ växer i huvudsak lövfällande lövskog.